# Massilia soli
Massilia soli es una bacteria gramnegativa del género Massilia. Fue descrita en el año 2022. Su etimología hace referencia a suelo. Es aerobia y móvil por flagelo polar. Tiene un tamaño de 0,9-1,2 μm de ancho por 1,6-2,6 μm de largo. Forma colonias circulares, convexas, lisas y blancas en agar R2A tras 2 días de incubación. No crece bien en TSA, NA ni LB. Catalasa y oxidasa positivas. Temperatura de crecimiento entre 15-35 °C, óptima de 25-30 °C. Tiene un genoma de 4,99 Mpb y un contenido de G+C de 63,3%. Se ha aislado de suelo en Seosan, en Corea del Sur. 